# 中国人民解放军第一六六师 (第二次编成)
第一六六师（英語：166th Division），是一个曾经存在于中国人民解放军的师。

## 历史概述
该师前身为1946年11月30日为庆祝中国人民解放军司令员朱德的六十大寿而组建的冀热辽军区朱德骑兵师（后亦称冀察热辽军区骑兵师）。参加了朝阳、义县战役，解放多伦战役、辽沈战役、平津战役。北平解放后，光荣地参加了北平入城式。1949年4月全军统一特种兵部队番号，改称骑兵第5师，归第四野战军直属。1949年６月３日，奉命南下到中南地区扫荡国民党残敌。1950年２月24日，骑兵5师从河南省漯河等地区挥师北上。４月２日在南苑机场接受了朱德总司令的检阅。10月改归辽西军区指挥，1951年3月改称166师，1952年5月撤销，师直补入东北军区公安司令部，所属3个步兵团改编为东北军区独立第7、8、9团。后第7团入朝加入中国人民志愿军。。

## 沿革
- 冀热辽军区骑兵师——（1946年11月30日-1949年4月）
- 中国人民解放军骑兵第五师——（1949年4月-1951年3月）
- 辽西军区第一六六师——（1951年3月-1952年5月）